# Torsimany
Un torsimany (en català antic també trujamà) o dragoman era un terme per designar els traductors que servien d'intermediari entre persones de llengües diferents. Totes dues paraules provenen del terme àrab ترجمان, turjumān, ‘intèrpret’, ‘traductor’.
Era una persona capaç de transmetre les idees d'una llengua de manera oral a una altra sense traduir literalment. Amb la difusió del cristianisme, una religió basada en el text, l'exigència de divulgar l'evangeli per a donar-lo a conèixer a altres pobles donà importància a aquest ofici, ja que en el món antic els textos s'adaptaven més que no pas es traduïen.
A l'Orient hi havia de diverses menes de dragomans: els que estaven al servei de les potències occidentals, acompanyaven els diplomàtics i els negociants en les seves relacions amb els orientals i residien a l'ambaixada o als consolats; i els que estaven al servei de la diplomàcia otomana a Istanbul i eren anomenats Dragomans de la Porta. Certes famílies monopolitzaven a Istanbul i a les escales del Llevant els llocs de dragoman, constituint veritables dinasties de joves de llengües, de dragomans i de diplomàtics, tal és el cas dels Chabert, Crutta, Dantan, Deval, Fleurat, Fonton, Fornetti, Pisani, Roboly, Salvago, Tarsia, Testa, Timoni o Wiet. Un altre dragoman cèlebre fou Gaspar Graziani i un dels torsimanys catalanoparlants destacats fou Anselm Turmeda.

L'Associació Professional de Traductors i Intèrprets de Catalunya (APTIC) va anomenar Torsimany la seva revista sobre traductologia, filologia i lingüística.
| «                                 | Andreu, amic, torsimany de metalls, d'on ha vingut la força i la vida que retrobem en la teva escultura | » |
| — Raimon, a la cançó Andreu, Amic | |   |